# アレノール酸
アレノール酸（アレノールさん、英：Allenolic acid）またはアレン酸（アレンさん、英：allenoic acid）は、1947年または1948年に発見された合成 非ステロイド性エストロゲンであり、臨床研究は行われたが 、販売されることはなかった。エストロンやエキレニンのようなステロイド性エストロゲンのopen-ringまたはseco-analogueである 。この化合物は、エストロゲン研究の先駆者の一人であるEdgar Allenにちなんで命名された。エストロゲンとして記載されているが、アレノール酸はおそらく受容体では全く不活性である。それに対して、誘導体であるallenestrol（α,α-ジメチル-β-エチルアレノール酸）は強力なエストロゲンであると報告されている。アレノール酸の別の誘導体（具体的には6-メトキシ-アレネストロール）であるメタレネストリル（商品名Vallestril）も強力なエストロゲンであり、アレノール酸やallenestrolとは対照的に販売されている。